# Marqueur du discours
Un marqueur du discours ou marqueur discursif, appelé aussi jalon de discours, marqueur pragmatique, mot du discours, particule ou connecteur discursif, est un mot ou une phrase qui sert à gérer le flux du discours, à lier ses composants et à mieux le structurer. Puisqu'ils fonctionnent au niveau du discours (soit une suite d'énoncés), les jalons de discours sont relativement indépendants de la syntaxe, et ne modifient pas le sens fondamental de la phrase.
Des exemples de marqueurs du discours en français sont les particules et les connecteurs (oh, eh bien, maintenant, alors, là, OK, vous savez, je pense, je veux dire, écoute, parce que, et, mais, ou, etc.).
Les marqueurs du discours sont plus fréquents à l’oral qu’à l’écrit, et dans le langage familier que dans le langage formel.
Les langues des sourds ont aussi recours aux marqueurs de discours.

## Usage
« La plupart des marqueurs temporels et modaux font preuve d’une grande flexibilité sémantique, qui se manifeste à travers leurs emplois dans des contextes différents » : marqueurs de modalisation (le fait de présenter sa pensée comme incertaine, sujette au doute : j'estime, il se peut, je crois), de subjectivation (le fait de présenter sa pensée comme une opinion personnelle : d'après moi, je pense), d'autorité (énumération de données, connecteurs construisant un ethos de pédagogue).